# Landhauffe

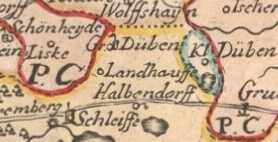
Landhauffe und Umgebung auf Schreibers Karte

Landhauffe ist der Name eines Ortes, der in Johann George Schreibers 1745 veröffentlichter Karte der Standesherrschaft Muskau und des angrenzenden Priebussischen Kreises nordöstlich des Kirchdorfes Schleife verzeichnet ist. Wie beim nahegelegenen Ort Groß Vogentz ist auch bei Landhauffe unsicher, ob es diesen Ort wirklich gab.
Wilibald von Schulenburg, der ein ausgeprägtes Interesse für das sorbische Kulturgut entwickelte, veröffentlichte 1893 in den Niederlausitzer Mittheilungen der Niederlausitzer Gesellschaft für Anthropologie und Alterthumskunde gesammelte Sagen des Schleifer Gemeindevorstehers Jan Hančo-Hano. Dort steht zu lesen:

„Ich habe von den Leuten von Großdüben erfahren, daß auf dem Wege von Schleife nach Großdüben, wo jetzt die Waldgrenze zwischen Schleife und Großdüben ist, einst ein großes Dorf war. Dasselbe ist in einem Kriege weggebrannt, wahrscheinlich im dreißigjährigen von den Schweden.“

Sollte es sich bei dieser Beschreibung um Landhauffe handeln, so ist zu bemerken, dass Schreibers Karte erst etwa ein Jahrhundert nach dem Dreißigjährigen Krieg (1618–1648) entstand.
Paul Kühnel, der in den 1890er Jahren des eine Sammlung slawischer Orts- und Flurnamen der Oberlausitz im Neuen Lausitzischen Magazin veröffentlichte, zitierte in Ausgabe 67 (1891) bei den Schleifer Flurnamen aus einem sorbischen Artikel Mukas mit eigener deutscher Übersetzung:

„[…] Sławne (tu je pječa něhdy wjes stała kotraž bu wot Šwejdow wutupjena,
 Slawne, dort soll ehemals ein Dorf gestanden haben, welches von den Schweden zerstört wurde
 sławne zu altsl. slava Ruhm […]“

Das Flurstück Sławne liegt im äußersten Nordosten Schleifes an der Groß Dübener Grenze.